# Pennisetum clandestinum
Pennisetum clandestinum là một loài thực vật có hoa trong họ Hòa thảo. Loài này được Hochst. ex Chiov. mô tả khoa học đầu tiên năm 1903.

## Hình ảnh

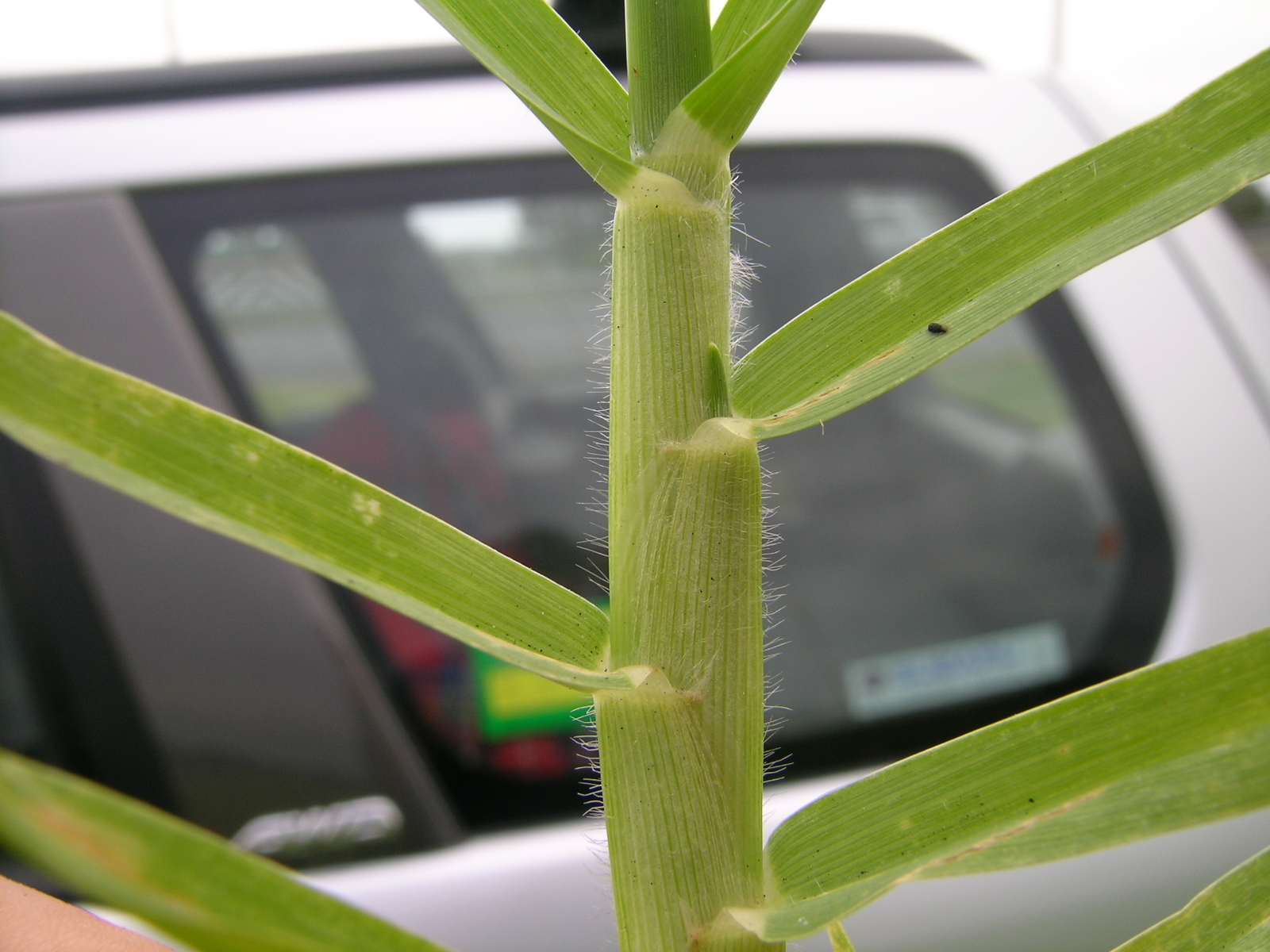
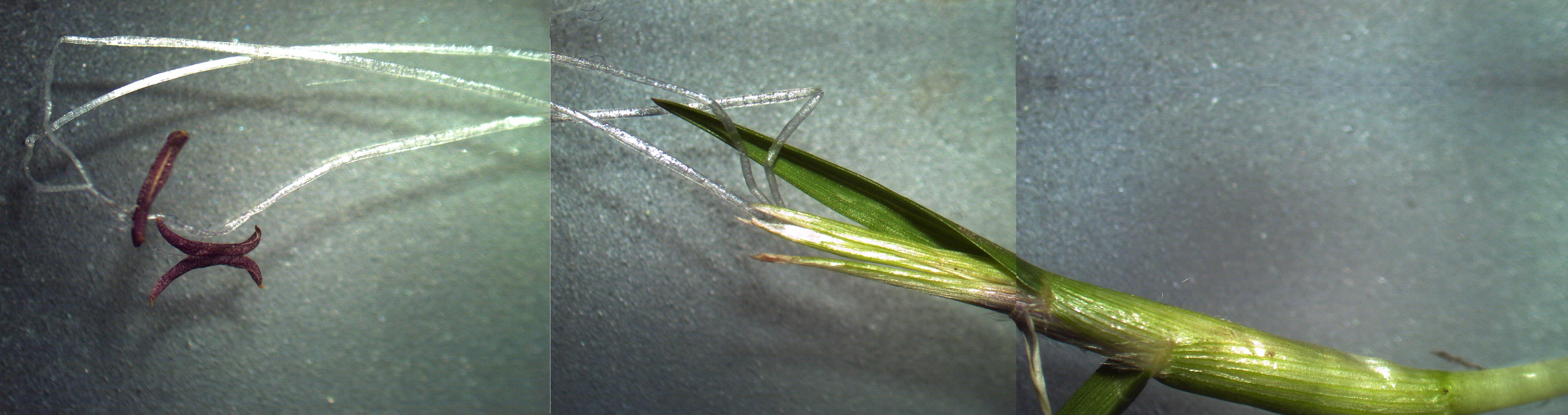
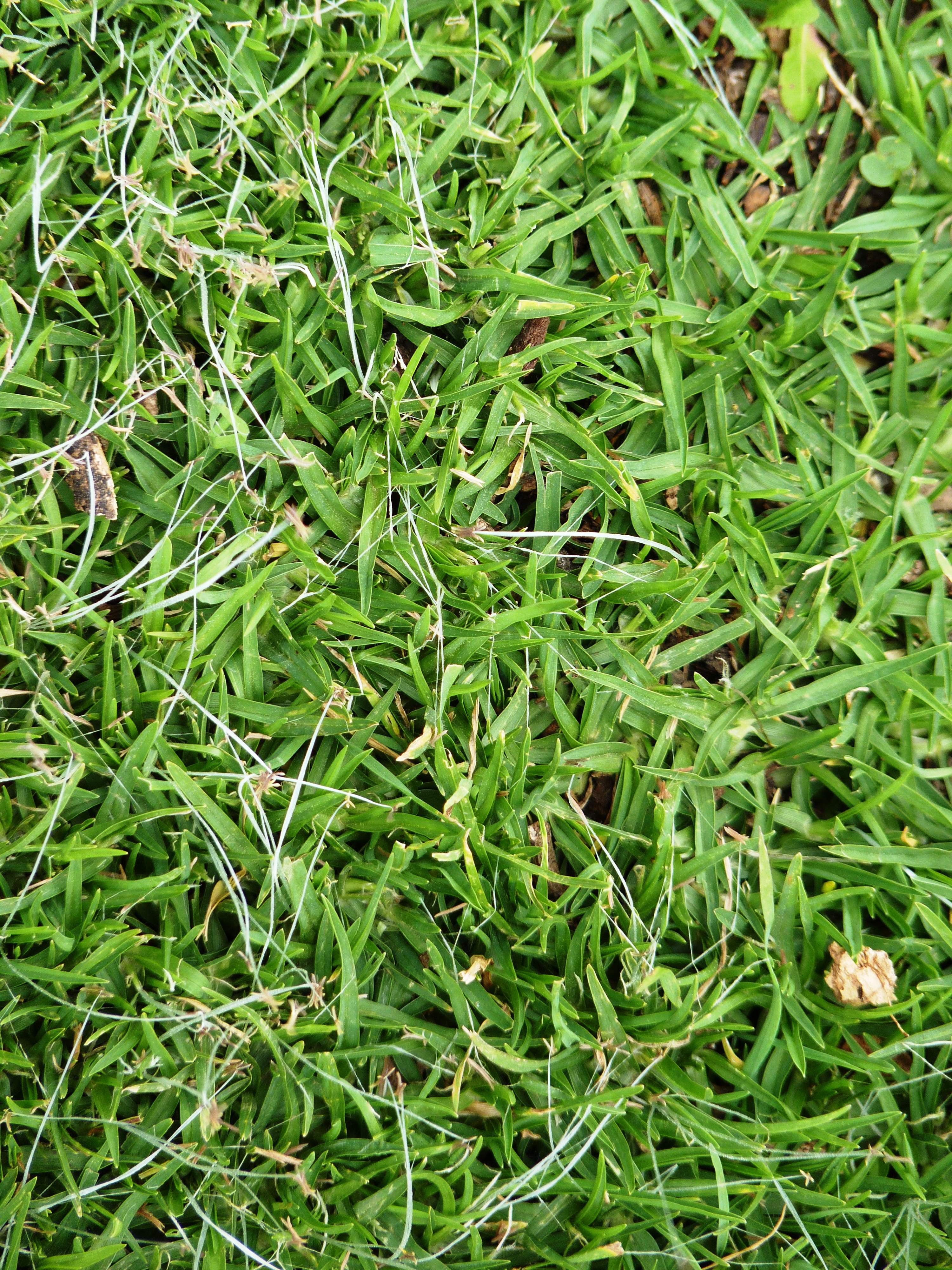
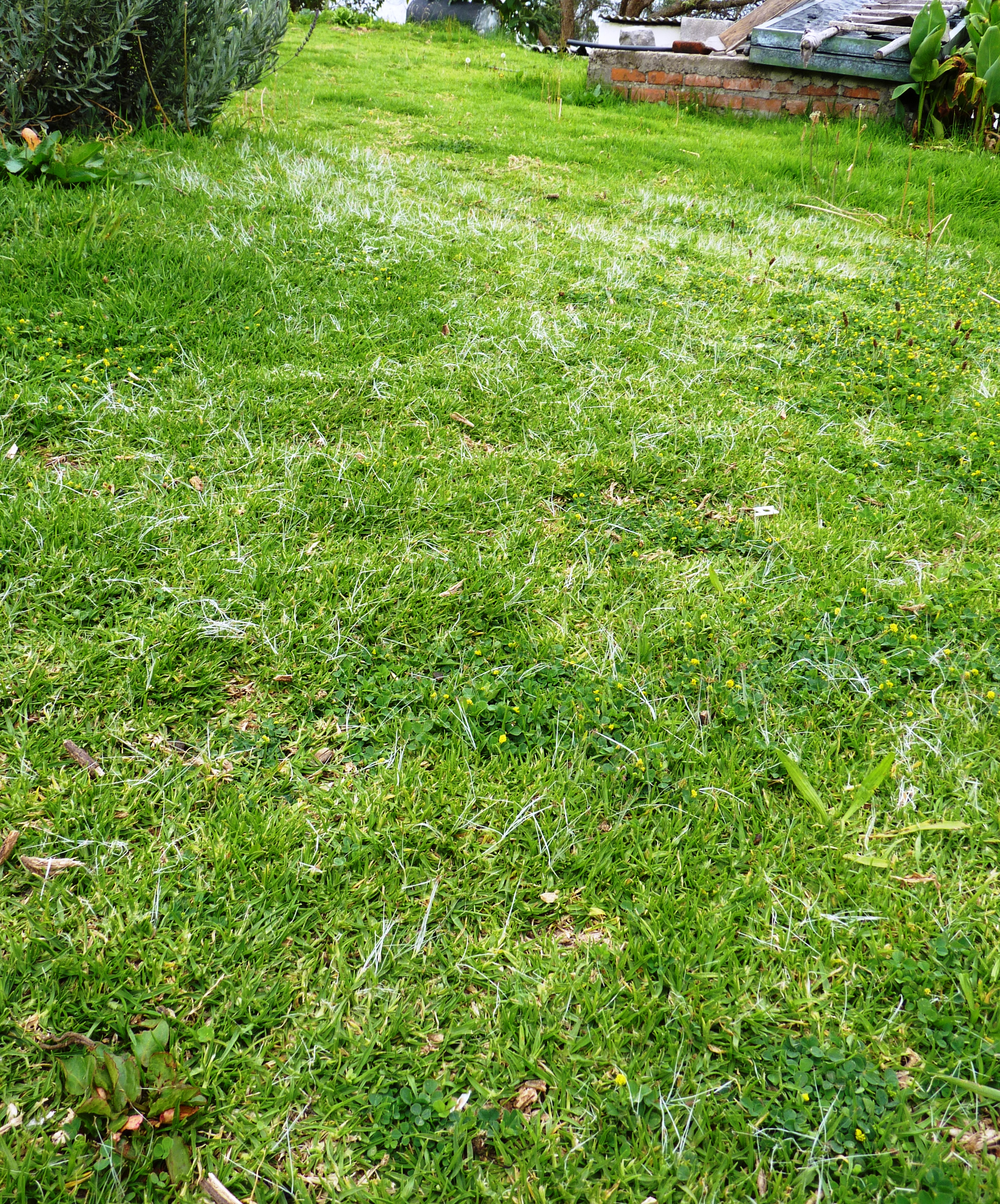